# Angelo Pedrazzini
Angelo Pedrazzini (Milano, 10 agosto 1905 – ...) è stato un calciatore italiano, di ruolo attaccante.

## Carriera
Giocò con l'Inter in Divisione Nazionale e, successivamente, con Canottieri Lecco, Desio e Pro Lissone.

## Statistiche

### Presenze e reti nei club
| Stagione                | Club                    | Campionato          | Campionato | Campionato |
| Stagione                | Club                    | Comp                | Pres       | Reti       |
| ----------------------- | ----------------------- | ------------------- | ---------- | ---------- |
| 1922-1923               | Inter                   | Prima Divisione     | 14         | 2          |
| 1923-1924               | Inter                   | Prima Divisione     | 0          | 0          |
| 1924-1925               | Inter                   | Prima Divisione     | 0          | 0          |
| 1925-1926               | Inter                   | Prima Divisione     | 1          | 0          |
| 1926-1927               | Inter                   | Divisione Nazionale | 1          | 0          |
| Totale Inter            | Totale Inter            |                     | 16         | 2          |
| 1927-1928               | Canottieri Lecco        | Prima Divisione     | 4          | 0          |
| 1928-1929               | Canottieri Lecco        | Prima Divisione     | 24         | 5          |
| 1929-1930               | Canottieri Lecco        | Prima Divisione     | 19         | 3          |
| Totale Canottieri Lecco | Totale Canottieri Lecco |                     | 47         | 8          |
| 1930-1931               | Desio                   | Prima Divisione     | ?          | ?          |
| 1931-1932               | Pro Lissone             | Prima Divisione     | ?          | ?          |
| Totale carriera         | Totale carriera         |                     | 16+        | 2+         |